# Christophe Rinero
Christophe Rinero   (Moissac, 29 de desembre de 1973) va ser un ciclista francès, professional del 1996 al 2008.
En el seu palmarès destaca el Tour de l'Avenir de 1998 i la classificació general de Gran Premi de la muntanya del Tour de França de 1998.

## Palmarès
- 1993
  - 1r als Boucles del Tarn
- 1995
  - 1r al Tour de la Dordonya
- 1996
  - Vencedor d'una etapa del Tour de l'Ain
- 1998
  -  1r del Gran Premi de la Muntanya del Tour de França
  - 1r al Tour de l'Avenir i vencedor de 2 etapes
  - Vencedor d'una etapa del Gran Premi del Midi Libre
  - Vencedor d'una etapa del Tour del Llemosí
- 2002
  - Vencedor d'una etapa del Tour del Llemosí

### Resultats al Tour de França
- 1997. 115è de la classificació general
- 1998. 4t de la classificació general.  1r del Gran Premi de la Muntanya
- 1999. 79è de la classificació general
- 2001. Abandona (7a etapa)
- 2004. 92è de la classificació general
- 2006. 41è de la classificació general
- 2007. 77è de la classificació general

### Resultats a la Volta a Espanya
- 1997. Abandona
- 1999. Abandona